# Benjamin Steininger
Benjamin Steininger (* 1974 in München) ist ein deutscher  Kultur- und Medientheoretiker, Wissenschafts- und Technikhistoriker sowie Kurator.

## Leben
Benjamin Steininger studierte Kulturwissenschaft und Philosophie an der Humboldt-Universität zu Berlin und schloss sein Studium mit einer technikhistorischen Arbeit zur Reichsautobahn bei Friedrich Kittler ab. 2015 promovierte er am philosophischen Institut der Universität Wien bei Claus Pias und Peter Berz zum Thema Katalysator – Ein Schlüsselprinzip des 20. Jahrhunderts.
Stipendien und Forschungsaufenthalte erhielt er am Deutschen Museum in München, am Max-Planck-Institut für Wissenschaftsgeschichte in Berlin, am Initiativkolleg „Naturwissenschaften im historischen Kontext“ an der Universität Wien, am Internationalen Forschungszentrum Kulturwissenschaften in Wien (IFK) und am Zentrum für Literatur- und Kulturforschung (ZfL) in Berlin. 2007 arbeitete er an der Ausstellung Sex! Pol! Energy! Leben und Werk Wilhelm Reichs am Jüdischen Museum Wien mit. 2008 und 2009 wirkte er in der Konzeption eines neuen Österreichischen Erdölmuseums in Neusiedl/Zaya mit.
Er war Leiter des virtuellen Sammlungsprojekts Rohstoff Geschichte zu 100 Jahren Erdöl und Erdgas in Österreich.
Zusammen mit Alexander Klose gründete er 2015 das Forschungskollektiv „Beauty of Oil“, zu dessen Projekten unter anderem die Ausstellung „Oil. Schönheit und Schrecken des Erdölzeitalters“ (Eröffnung 9/2021) im Kunstmuseum Wolfsburg und „Erdöl. Ein Atlas der Petromoderne“ zählen.
Seine Hauptforschungsgebiete sind die Geschichte der Beschleunigung, Geschichte der Materialien der Moderne sowie Kulturgeschichte und -theorie der fossilen Rohstoffe. Er arbeitet als Forschungsstipendiat am Max-Planck-Institut für Wissenschaftsgeschichte Berlin und im Exzellenzcluster „Unifying Systems in Catalysis (UniSysCat)“ an der Technischen Universität Berlin.

## Werke

### Monografien
- Erdöl – Ein Atlas der Petromoderne. Zusammen mit Alexander Klose, Matthes & Seitz, Berlin 2020, ISBN 978-3-95757-942-3.
- Katalysator – Ein Schlüsselprinzip des 20. Jahrhunderts. Dissertationsschrift. Universität Wien, 2014.
- Raum-Maschine Reichsautobahn. Zur Dynamik eines bekannt/unbekannten Bauwerks. Kulturverlag Kadmos, Berlin 2005, ISBN 3-86599-281-1.

### Aufsätze (Auswahl)
- Molecular Mobilization. In: C. Rosol, & G. Rispoli (Eds.), Anthropogenic Markers: Stratigraphy and Context. Max Planck Institute for the History of Science, Berlin 2022.
- Ammonia Synthesis on the Banks of the Mississippi: A Molecular-Planetary Technology. In: The Anthropocene Review 8 (3/2021): 262–279.
- Ein Füllhorn des 20. Jahrhunderts In: „Projekt 100 Jahre Gegenwart“ (Herausgeber: Haus der Kulturen der Welt), 29. November 2017: „Der Kultur- und Medientheoretiker Benjamin Steininger von der Gruppe Beauty of Oil erläutert die Verschmelzung der Kohle- mit der Petrochemie seit den 1920er Jahren und skizziert ihre weitreichenden Folgen vom Zweiten Weltkrieg bis heute.“
- Katalysator – Die Mobilmachung des Materiellen. In: Ivo Gurschler, Sebastian Hackenschmidt (Red.): Von Wegen: Bahnungen der Moderne. (= Tumult, Schriften zur Verkehrswissenschaft. Band 39). Büchse der Pandora, Wetzlar 2013, ISBN 978-3-88178-539-6, S. 76–84.
- Kinematographie und Katalyse: Die Zeit der Chemie in „Das Blumenwunder“ (1926). In: Ines Lindner (Hrsg.): gehen blühen fließen. Verlag für moderne Kunst, Nürnberg 2014, S. 231–244.
- „Kraftstoff!“ Zur schmutzigen Basis des Verkehrs. In: Christoph Neubert, Gabriele Schabacher (Hrsg.): Verkehrsgeschichte und Kulturwissenschaft: Analysen an der Schnittstelle von Technik, Kultur und Medien. Transcript, Bielefeld 2013, S. 223–248.
- Mattscheibe Windschutzscheibe. Zur Inszenierung Deutschlands auf der Autobahn. In: Jörg Dünne, Sabine Friedrich, Kirsten Kramer (Hrsg.): Theatralität und Räumlichkeit. Königshausen & Neumann, Würzburg 2009, S. 213–232.
- Pipeline. Am Puls der fossilen Moderne. In: Kijan Espahangizi, Barbara Orland (Hrsg.): Stoffe in Bewegung. diaphanes, Zürich / Berlin 2014, S. 231–244.
- Raffinerie und Katalyse. In: Jürgen Renn, Bernd Scherer (Hrsg.): Das Anthropozän. Zum Stand der Dinge. Matthes & Seitz, Berlin 2015.
- Refinery and Catalysis. In: Kathrin Klingan, Bernd Scherer u. a. (Hrsg.): Textures of the Anthropocene, Grain/Vapor/Ray. Band Vapor, MIT-Press, Boston 2014, S. 105–118.
- Zum Energiewert der Zeit. In: Claus Leggewie, Ursula Renner, Peter Risthaus (Hrsg.): Prometheische Kultur: wo kommen unsere Energien her? Fink, München 2013, S. 293–308.

## Film- und Radiobeiträge
- Petro-Melancholie. Das Erdölzeitalter im Spiegel der Kunst. Mit Benjamin Steininger und Alexander Klose. Regie: Mathias Frick, ARTE/ZDF, Deutschland 2021, 52 Min.
- Krieg, Inflation und andere Krisen: Stellen Sie Ihren Lebensstil um? Tagesgespräch in Bayern2 und ARD alpha, 29. Juni 2022.
- Benjamin Steininger: A Matter Theater – Age of the Catalyst. Wissenschaftliche Video-Performance am 17. Oktober 2014 beim Kongress Das Anthropozän-Projekt im Haus der Kulturen der Welt Berlin, abgerufen am 13. November 2022.